# Arnemuiden
Arnemuiden (Zeeuws: Erremuu) is een Nederlandse stad in de gemeente Middelburg in de provincie Zeeland en ligt op het voormalig eiland Walcheren. De plaats heeft 5.400 inwoners (2023).
In 1477 werd de plaats verwoest door de Cosmas- en Damianusvloed. In 1574 kreeg Arnemuiden stadsrechten, maar het had geen zitting in de Staten van Zeeland. De stad werd daarom een smalstad genoemd. Arnemuiden vormde tot 1997 een zelfstandige gemeente en omvatte toen ook het dorp Kleverskerke.
Arnemuiden is een van de plaatsen in Nederland waar door sommigen nog dagelijks klederdracht gedragen wordt. Bekend is ook het liedje "De klok van Arnemuiden", dit gaat over de klokken van de Arnemuidse kerk op de markt. Arnemuiden staat bekend als een wat gesloten, overwegend christelijke gemeenschap. Vroeger vormde de visserij de voornaamste bron van inkomsten.

## Geschiedenis

### Ontstaan Arnemuiden

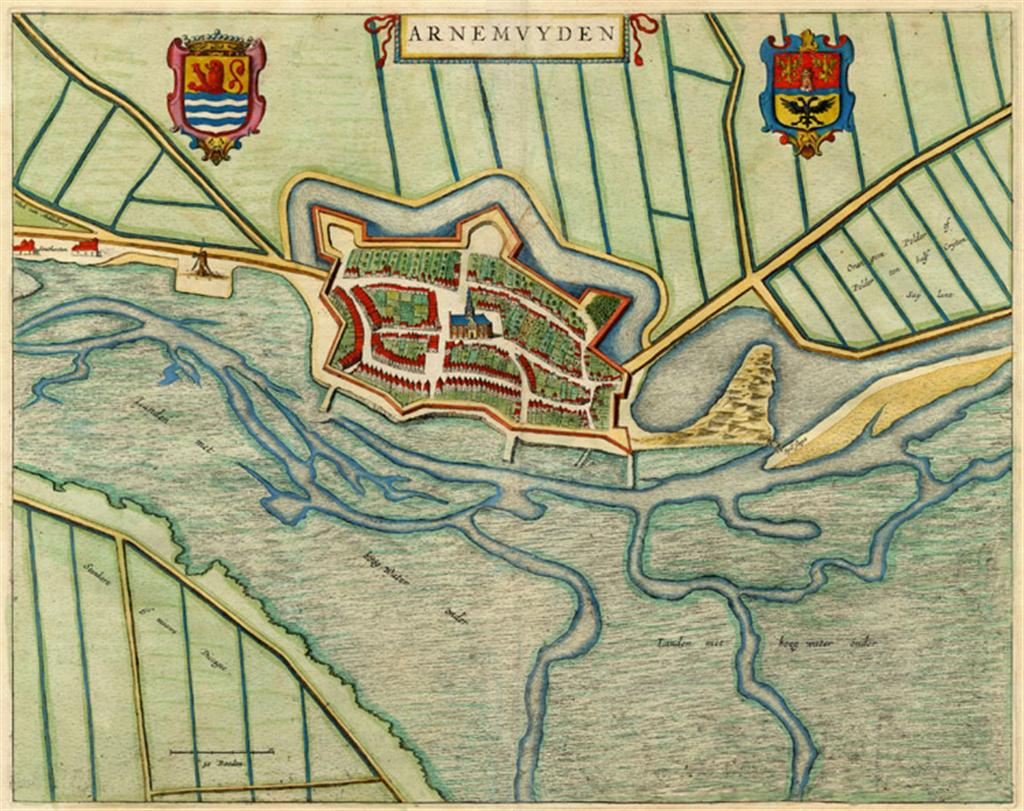
Arnemuiden in 1649

Oud-Arnemuiden komt reeds in 1223 voor in geschreven bronnen. In 1338 wordt in de Slag bij Arnemuiden, een zeeslag in de Honderdjarige Oorlog, voor het eerst in Europa gebruik gemaakt van drie kanonnen en een handvuurwapen met buskruit. Oud-Arnemuiden is rond 1440 door de Arne verzwolgen. Ongeveer twintig jaar bestond een tweede Arnemuiden, dat ook weer in het water verdween.
Rond het jaar 1462 werd het huidige Arnemuiden gesticht. Nieuw-Arnemuiden had een goede rede waar grote schepen makkelijk aan konden leggen. Deze rede lag strategisch halverwege de Hanzesteden aan de Oostzee en Frankrijk (wijn en zout) en Engeland (wol). Door de groei van Middelburg groeide de haven uit tot een van de belangrijkste Zeeuwse havens van de 15e en 16e eeuw. De koopvaardijschepen lagen soms rijen dik voor de kust. In 1496 lagen er 135 schepen op de rede van Arnemuiden. Die begeleidden de Spaanse prinses Johanna, die in Lier ging trouwen met Filips de Schone. In 1522 werd keizer Karel V uit Engeland opgehaald en 150 schepen vertrokken daarvoor vanuit Arnemuiden.
In 1535 werd het Kanaal van Welzinge geopend. Schepen konden hierdoor de haven van Middelburg op een alternatieve manier bereiken waardoor Arnemuiden een deel van het scheepvaartverkeer zag verdwijnen.
In 1570 deed een groot aantal handelsschepen de haven aan, waaronder alleen al 400 zoutschepen. Er verbleven veel vreemdelingen in de havenstad; er waren meer herbergen dan in Middelburg. Deze vreemdelingen hadden allerlei handelswaar bij zich uit verre streken. Bij archeologische onderzoeken vindt men daar soms nog iets van terug. De handel legde Arnemuiden geen windeieren. In 1505 werd begonnen met de bouw van de aan Sint-Maarten gewijde grote kruiskerk en ook andere bijzondere gebouwen verrezen in die tijd van welvaart.

### Tachtigjarige Oorlog
De Zeeuwse steden ontkwamen er niet aan partij te kiezen in de Tachtigjarige Oorlog, de invallen van de geuzen dwongen daar rond 1572 toe. De stad Middelburg koos voor de Spaanse zijde, maar Arnemuiden sloot zich aan bij de opstandelingen en volgde dus prins Willem van Oranje. Koning Filips II stuurde de hertog van Alva naar de Lage Landen, deze zag Walcheren als een belangrijk strategisch gebied. In opdracht van Alva kwam generaal Sancho d'Avila met zijn troepen naar Arnemuiden. De stad werd danig geplunderd en verwoest op 8 mei 1572. Bij deze verovering van de plaats zijn honderden burgers omgekomen. Veel anderen vluchtten weg en raakten hun bezittingen kwijt.
Willem van Oranje gunde Arnemuiden dat in 1572 zijn zijde had gekozen en daarom verwoest was in 1574 stadsrechten. Het kreeg echter geen zitting in de Staten van Zeeland. Dit betekende dat Arnemuiden eindelijk vanonder de heerschappij van Middelburg kwam en als zelfstandige stad kon gaan functioneren. De gevluchte Arnemuidenaren keerden terug en bouwden de stad weer op. Rondom de stad kwamen versterkingen met stadspoorten. De prins gaf de stad geld ten behoeve van de herbouw en al snel nam de welvaart door scheepvaart, handel en zoutziederij weer toe.

### Reformatie

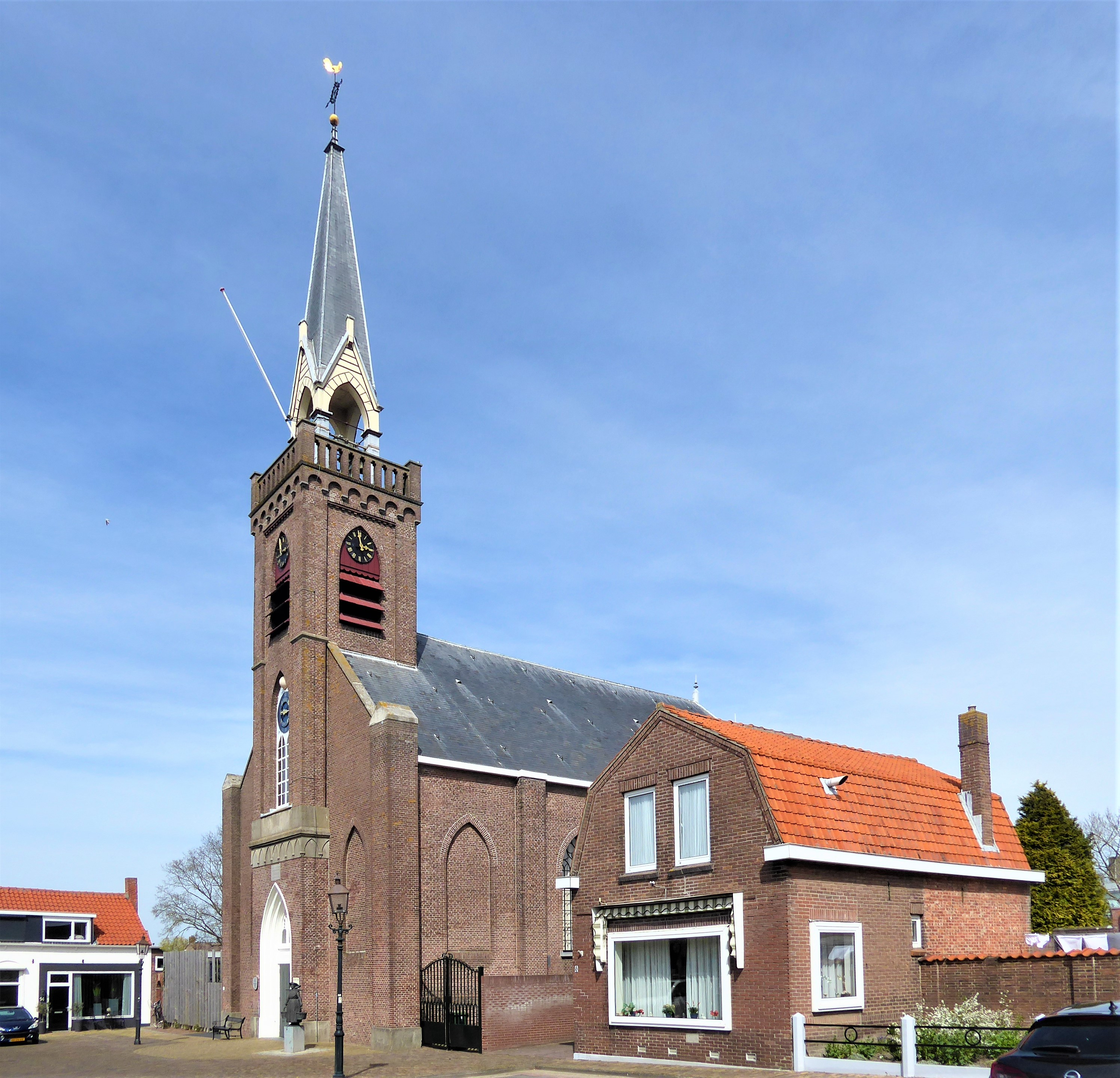
Dorpskerk van Arnemuiden

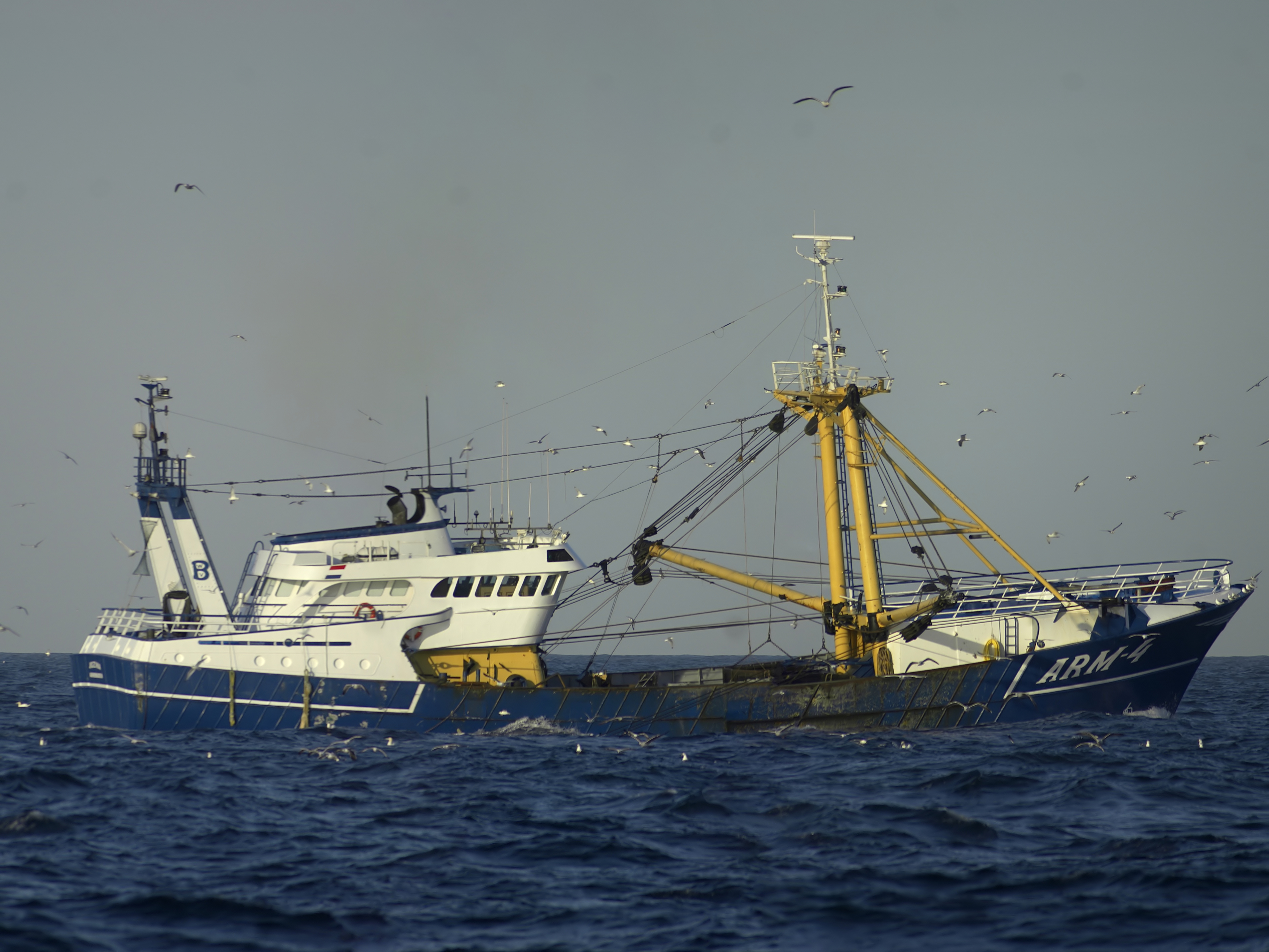
De ARM-4 Jozina, een van de grote Arnemuider kotters

Tien jaren na de verwoesting, in 1584, waren er in Arnemuiden weer 280 bewoonbare huizen. Ongeveer 20% van de inwoners was toen overgegaan naar de 'nieuwe religie', de reformatie. Ruim veertig jaren later, in 1625, was inmiddels ruim 90% van de bevolking gereformeerd. Van 1661 tot 1663 was Abraham van de Velde predikant in Arnemuiden. De reformatie heeft in Arnemuiden geleidelijk ingang gevonden. Het was in eerste instantie vooral het meer welvarende deel van de bevolking dat naar de gereformeerde godsdienst overging. Dit blijkt uit het feit dat de meeste lidmaten in de Langstraat woonden, waar de duurste huizen stonden.
Doordat alleen in de gereformeerde kerk mocht worden gedoopt en getrouwd en ook het onderwijs in gereformeerde handen was, is na ruim een generatie de reformatie in Arnemuiden voltooid geraakt. Er zijn in de archieven van Arnemuiden geen bewijzen van geloofsvervolging te vinden. Dwang werd er niet uitgeoefend, hoewel dit vanuit de kerkenraad wel meermalen is geprobeerd. Menigmaal botste de kerkenraad met de baljuw als het om de verdraagzaamheid jegens niet-gereformeerden ging. Het gevolg was dat de kerkenraad weinig directe machtsmiddelen had om de nieuwe overtuiging aan iedereen op te leggen.

### Neergang
De 17e eeuw staat bekend als de Gouden Eeuw van Nederland. Voor Arnemuiden was het tegendeel waar. De haven verzandde en werd op den duur onbereikbaar voor grote schepen. Handel en scheepvaart kwamen daardoor grotendeels stil te liggen. De zouthandel ging door maar op bescheidener voet. Veel inwoners trokken weg en panden raakten in verval. Dat was ook het geval met de grote kruiskerk en het stadhuis, die beide in de tweede helft van de 19e eeuw werden afgebroken en vervangen door kleinere exemplaren.

### Visserij
Nadat de haven verzand was, kon er door de Arnemuidenaren nog een tijdlang geld verdiend worden in de zoutnering. Maar ook de zouthandel nam af en toen in 1801 een deel van de zoutketen afbrandde, werden ze niet herbouwd. De inwoners zochten andere bronnen van inkomsten. De visserij werd vanaf de 17e eeuw steeds belangrijker.
Een nieuwe slag kwam in 1870, toen de regering de spoorlijn Roosendaal - Vlissingen liet aanleggen van de haven van Vlissingen naar het Duitse achterland. Daarvoor moest onder meer het Sloe worden afgedamd. Het spoor kwam iets ten noorden van de stad te liggen, de vestingwallen werden hiervoor afgegraven en de gracht gedempt.
De vissersvloot van Arnemuiden bleef bestaan, maar kozen Vlissingen of Veere als thuishaven. In 1901 had de stad nog een vloot van 65 schepen. Voor zover de Arnemuidervissers in Vlissingen gingen wonen, deden ze dat in een eigen buurtje, en bleven ze nog lang de eigen klederdracht en gewoontes trouw.

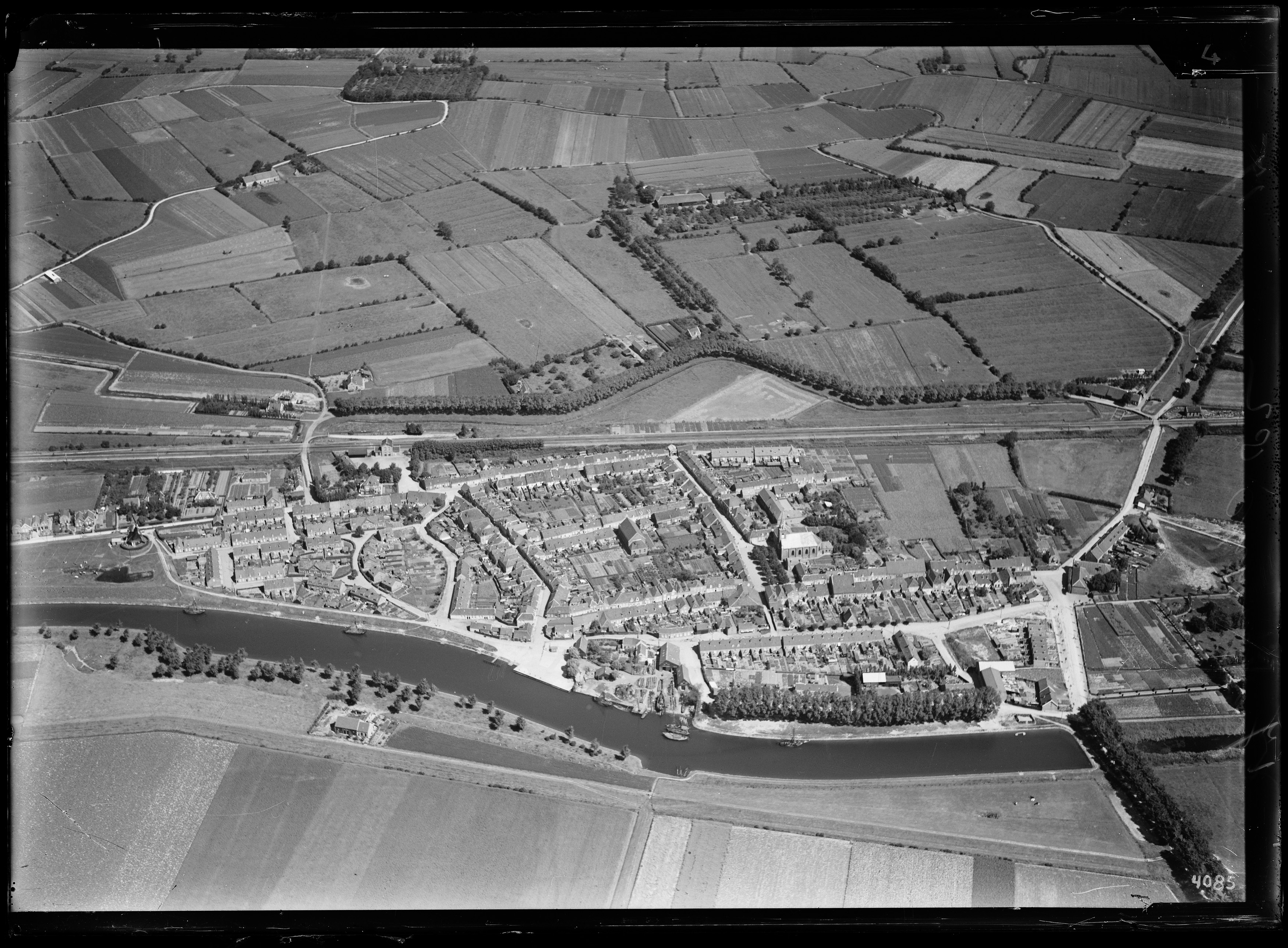
Luchtfoto van Arnemuiden voor de Tweede Wereldoorlog (tussen 1920 en 1940).

### Tweede Wereldoorlog
Aan het einde van de Tweede Wereldoorlog wordt Arnemuiden door het Duitse leger aangewezen als zogenaamd lazaretdorp. In dit lazaret waren drie Duitse legerartsen en zo'n 200 man personeel van een Sanitätskompanie van de 70. Infanterie-Division bezig met het verzorgen van gewonden die van het front binnen werden gebracht. Zo'n 700 tot 800 gewonde soldaten werden er in totaal behandeld. Ook zijn behoorlijk wat burgerslachtoffers geholpen in het lazaret. Op de daken van de kerken, scholen, barakken en andere gebouwen werden rode kruizen geschilderd. Wapens, wapentransporten en troependoorvoer waren in het dorp verboden. Desondanks is Arnemuiden door de geallieerden ernstig beschoten bij de Slag om de Sloedam, de toenmalige verbindingsdijk tussen Zuid-Beveland en Walcheren.

## Museum
Het historisch museum van Arnemuiden bestaat uit twee delen. Het eerste, gevestigd in het voormalig stadhuis in de Langstraat, herbergt een grote collectie historisch materiaal en archeologische vondsten met betrekking tot de geschiedenis van Arnemuiden. Ook is er tegenwoordig in samenwerking met de Historische Scheepswerf Meerman, een maritiem centrum met attributen en verhalen over het visserijverleden van Arnemuiden. Het museum is in 2013 uitgebreid met een grote collectie Arnemuidse streekdrachten. In de raadzaal van het stadhuis wordt ook een aantal bijzondere historische schilderijen getoond. Aan de overzijde van de Langstraat is de tweede locatie van het museum. Dit betreft een woonhuisje, is ingericht als in de periode rond 1900. Het 'Uusje van Eine' beschikt over een 16e-eeuwse opslagkelder.

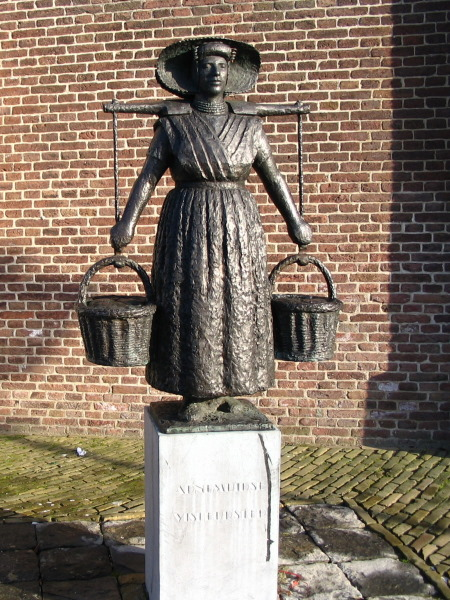
Arnemuidse visleurster

## Bezienswaardigheden
- Molen Nooitgedacht
- Sculptuur Arnemuidse visleurster voor de dorpskerk
- Museum Arnemuiden
- Historische Scheepswerf C.A. Meerman

### Monumenten
- Lijst van rijksmonumenten in Arnemuiden
- Lijst van gemeentelijke monumenten in Arnemuiden

## Verkeer en vervoer
Arnemuiden is bereikbaar via de A58 en heeft een treinstation. Er rijden lijnbussen van Connexxion richting o.a. Vlissingen, Middelburg, Domburg en Goes. Er is ook een vliegveld: Vliegveld Midden-Zeeland.

## Geboren in Arnemuiden
- Crispijn van de Passe de Oude (ca. 1564 – Utrecht, 1637), Nederlands graveur, tekenaar en prentuitgever
- Ambrosius Bosschaert de Jonge (1609 – Utrecht, 1645), Nederlands kunstschilder
- Coenraad Visser (doopdatum 9 maart 1755-1808), notaris, auditeur-militair en politicus
- Joos Langebeeke (19 maart 1892 – Utrecht 8 oktober 1951), burgemeester van Arnemuiden
- Bram Buijs (1923-1987), syndicalist, politicus
- Jan Poortvliet ( 21 september 1955), Nederlands voetbalinternational, voetbaltrainer en voormalig voetballer
- Piet Dieleman (19 februari 1956), Nederlands beeldhouwer, schilder, tekenaar en fotograaf
- Miranda Slabber (11 mei 1980), Nederlands model, Miss Nederland 2004/2005
- Jan Paul van Hecke (8 juni 2000), voetballer
- Anouk van der Klooster (14 april 2001), voetbalster

## Overleden in Arnemuiden
- Hadrianus Junius (Hoorn, 1 juli 1511 – 16 juni 1575), filoloog, arts, humanist en dichter
- Dirck van Delen (Heusden, 1604/05 – 16 mei 1671), Nederlands kunstschilder
- Willem Aarnoud van Citters (Middelburg, 28 januari 1741 – 22 september 1811), raadpensionaris van Zeeland